# Hoshen
Hoshen (חושן) è un centro di educazione che svolge la sua attività riguarda i temi dell'orientamento sessuale e l'identità sessuale.

## Caratteristiche
Hoshen è un'organizzazione israeliana di volontari e il suo obiettivo è di far superare gli stereotipi riguarda l'orientamento sessuale e l'identità sessuale non normativi.
L'organizzazione funziona tramite strumenti educativi per creare un ambiente aperto che accetti omosessuali, lesbiche, trans e bisessuali e questo grazie al cambiamento degli stereotipi e posizioni negative.
Inoltre, l'organizzazione agisce per sviluppare la consapevolezza e dare degli strumenti agli insegnanti per approfondire la conoscenza teorica e professionale di questo tema.
Hoshen ha un supporto del ministero dell'istruzione israeliano per le sue attività e un riconoscimento formale del servizio psicologico e consulenze del ministero israeliano.